# Шого Танигучи
Шого Танигучи (јап. 谷口 彰悟; 15. јул 1991) јапански је фудбалер.

## Каријера
Током каријере је играо за Кавасаки Фронтале.

## Репрезентација
За репрезентацију Јапана дебитовао је 2015. године. За тај тим је одиграо 3 утакмице.

## Статистика
| Јапан  | Јапан   | Јапан  |
| Година | Наступи | Голови |
| ------ | ------- | ------ |
| 2015.  | 2       | 0      |
| 2016.  | 0       | 0      |
| 2017.  | 1       | 0      |
| Укупно | 3       | 0      |